# メルヴィル・デューイ
メルヴィル・デューイ（Melvil Dewey, 1851年12月10日 - 1931年12月26日）は、アメリカの図書館学者で、図書分類法であるデューイ十進分類法の考案者として知られる。図書館の歴史を語る上で、非常に重要な人物で世界中の図書分類法に多大な影響を与えた。なお20世紀を代表する哲学者・教育学者のジョン・デューイとの血縁関係はない。

## 生涯
メルヴィル・ルイス・コシュート・デューイ (Melville Louis Kossuth Dewey) としてニューヨーク州に生まれ、アマースト大学に入学、そこで学生組織デルタ・カッパ・イプシロンのメンバーになった。1874年に卒業。
アマースト大学の司書補 (assistant librarian) として1874年から1877年まで働き、デューイ十進法を考案する。彼は、ボストンへ赴き、ライブラリー・ジャーナル (Library Journal) 誌を創刊。同誌は、次第にアメリカにおいて図書館運営に影響力を持つようになった。彼の友人で同僚の司書チャールズ・エイミー・カッターと共に、アメリカ図書館協会 (American Library Association, ALA) を設立。両人は1876年にフィラデルフィアで行われたアメリカ図書館協会の第一回総会で声明を出した。同年に図書分類法で使用する用品を販売する会社としてライブラリー・ビューローを設立、その経営に関わった。
1883年には、コロンビア大学の司書兼教授になる。翌年当地にコロンビア図書館学校 (Columbia School of Library Economy) を設立。これは司書養成のための最初の機関であった。この学校は、大変成功し、彼の指示によりニューヨーク市内に移転し1890年にニューヨーク州立図書学校として発展的に再設立された。1888年から1906年までニューヨーク州立図書館の監督に、また1888年から1900年まではニューヨーク州大学校の秘書になる。彼の手により（つまり彼の考案した十進分類法により)、ニューヨーク州立図書館は完全に一新され、アメリカで一番機能的な図書館になった。また、彼は各地を巡る移動図書館や図書館における絵画収集のシステムも構築した。1890年には、ニューヨーク図書館協会 (the New York Library Association, NYLA) の設立に協力、以後1892年まで初代代表を務めた。
彼は、図書館運営のために英語の綴りの改良も主張した。イギリス英語でcatalogueと綴るのに反対して、アメリカ英語ではcatalogと綴るようにと主張した。彼は、自身の名前の綴りもMelvil Duiとシンプルにした。彼は、人工言語であるRoの雑誌のスポンサーにもなった。
彼の独特な考え方は今日大いに論争の的になっている。極端な人種差別主義者でもあり、アフリカ系アメリカ人（黒人）やその他の少数民族に対して排斥する考えを示していた。また反ユダヤ主義で反フェミニズムでもあった。
1931年に80歳で死去。デューイの功績を讃え、1951年、アメリカ図書館協会が選定した近代図書館で指導的役割を果たした40人のリスト「図書館殿堂」(Library Hall of Fame) にその名が加えられている。